# Bitwy, boje i potyczki wojny polsko-bolszewickiej
Bitwy, boje i potyczki wojny polsko-bolszewickiej – walki jednostek Wojska Polskiego i Armii Czerwonej w okresie wojny polsko-bolszewickiej.
| Data                                      | Miejsce bitwy           | Operacja / kamp.          | Oddziały polskie                                    | Oddziały sowieckie                           |
| ----------------------------------------- | ----------------------- | ------------------------- | --------------------------------------------------- | -------------------------------------------- |
| 29 maja 1920(dts)                         | Annówka                 | of. Fr. Płd-Zach.         | 6 A; 13 DP; 43 pułk piechoty                        | oddziały 6 DK                                |
| 8 sierpnia 1920(dts)                      | Antonin                 | of. Fr. Płd-Zach.         | 2 A; 1 Dywizja Jazdy                                | oddziały 1 Armii Konnej                      |
| 4 czerwca 1920(dts)                       | Antonów                 | of. Fr. Płd-Zach.         | 3 A; grupa „Skwirska” i DJ                          | 11. i 14 DK                                  |
| 18 lutego 1919(dts)                       | Antopol I               | kamp. 1919–1920           | grupa mjr. Narbuta; 34 pp                           | 2 pp                                         |
| 25 września 1920(dts)                     | Antopol (Annówka)       |                           | 65 pp                                               | 57 DS                                        |
| 17 sierpnia 1920(dts)                     | Arcelin                 | Bitwa Warszawska          | 1 pszw.                                             | oddziały 8 DS                                |
| 4–6 lipca 1920                            | Auta                    | of. Fr. Zach.             | 1 Armia                                             | Front Zachodni                               |
| 27 kwietnia 1920(dts)                     | Bar I                   | wyprawa kijowska I faza   | 6 A; 12 DP; 52 pułk piechoty                        | oddziały 45 DS                               |
| 3–4 lipca 1920                            | Bar II                  | of. Fr. Płd-Zach.         | 6 A; 12 DP; 54 pułk piechoty                        | 8 DK                                         |
| 13–20 marca 1919                          | Baranowicze I           | kamp. 1919–1920           | D L-B; grupa mjr. Dąbrowskiego                      |                                              |
| 13–19 kwietnia 1919                       | Baranowicze II          | kamp. 1919–1920           | D L-B; grupa płk. Boruszczaka                       | Dywizja Zachodnia                            |
| 30 września–2 października 1920           | Baranowicze III         | kamp. jesienna            | 55 pp i 56 pp                                       |                                              |
| 5–6 marca 1920                            | Barbarów                | operacja mozyrska         | grupa mjr. Jaworskiego                              | 57 DS                                        |
| 28 września 1919(dts)                     | Bartniki                |                           | grupa ppłk. Szyllinga                               | 10 DS                                        |
| 26 kwietnia 1920(dts)                     | Berdyczów               | wyprawa kijowska I faza   | 2 A; 15 DP; 61 pp i 62 pp                           | 44 DS                                        |
| 7 czerwca 1920(dts)                       | Berdyczów               | of. Fr. Płd-Zach.         |                                                     | 11 DK                                        |
| 29 lipca–3 sierpnia 1920                  | Beresteczko             | of. Fr. Płd-Zach.         | 2 Armia i cześć 6 Armii                             | 1 Armia Konna                                |
| 20 maja 1920(dts)                         | Bereśniówka             |                           | II Brygada L-B                                      | 5 DS                                         |
| 15–16 września 1920                       | Bereza                  |                           | 14 DP                                               | 17 DS i 19 DS                                |
| 13 lutego 1919(dts)                       | Bereza Kartuska         | kamp. 1919–1920           | grupa mjr. Dąbrowskiego                             |                                              |
| 21–27 lipca 1920                          | Bereza Kartuska         |                           | 14 DP                                               | 10 DS                                        |
| 14 maja–10 czerwca 1920                   | Berezyna                | of. Fr. Zach.             | 1 A, 4 A, A Rez.                                    | Front Zachodni                               |
| 19–27 maja 1920                           | Berezyna D.             | of. Fr. Zach.             | 4 Armia                                             | 16 Armia                                     |
| 16–21 maja 1920                           | Berezyna G.             | of. Fr. Zach.             | 1 DL-B, 3 DP, 17 DP                                 | 56 DS                                        |
| 4–8 sierpnia 1920                         | Biała Podlaska          |                           | Grupa Poleska                                       | 8 DS                                         |
| 6 sierpnia 1920(dts)                      | Białobrzegi             |                           | 17 DP                                               | 62 BS                                        |
| 27 lipca 1920(dts)                        | Białowieża              |                           | grupa gen. Kosteckiego i 56 pp                      | 81 BS                                        |
| 27 sierpnia 1920(dts)                     | Białowieża              |                           | oddział por. Mojkowskiego                           |                                              |
| 22 sierpnia 1920(dts)                     | Białystok               | Bitwa Warszawska          | 1 pp Leg.                                           | 492 ps z 16 A                                |
| 4 lipca 1920(dts)                         | Biełopol                | of. Fr. Płd-Zach.         | 6 A; 18 DP;145 pp                                   | 45 DS                                        |
| 13 września 1920(dts)                     | Bierniki                |                           | grupa mjr. Pakosza                                  | 50 ps                                        |
| 20–21 września 1920                       | Bilwiny                 | operacja niemeńska        | 4 pspodh.                                           | 50 DS                                        |
| 18 sierpnia 1920(dts)                     | Biłka Szlachecka        |                           | 44 pp                                               | 6 DK                                         |
| 17 lipca 1920(dts)                        | Biskupce                |                           | miński pułk strzelców                               | 56 DS                                        |
| 26 czerwca 1920(dts)                      | Bobrujki                |                           | 66 pp                                               | 216 ps                                       |
| 28 sierpnia–3 września 1919               | Bobrujsk                |                           | 1 DSWlkp. (14 DP)                                   | 10 DS                                        |
| 22 maja 1920(dts)                         | Bohusław                | wyprawa kijowska          | FU;DJ i 6 DP (DS?)                                  | 44 DS                                        |
| 23–24 maja 1920                           | Bohuszewicze            | of. Fr. Płd-Zach.         | 57 pułk piechoty                                    |                                              |
| 23 maja 1920(dts)                         | Bojary                  | of. Fr. Płd-Zach.         | 12 pułk piechoty                                    | 4 DS                                         |
| 22–23 maja 1920                           | Borejki                 | of. Fr. Zach.             | 28 pułk piechoty                                    | 18 DS                                        |
| 5 lutego 1920(dts)                        | Borkowicze              |                           | 29 pp                                               | 53 DS                                        |
| 14–15 sierpnia 1920                       | Borkowo                 | Bitwa Warszawska          | B Syb., 9 DP, 18 DP                                 | 11 DS, 16 DS                                 |
| 11–13 czerwca 1920                        | Borodzianka             | wyprawa kijowska          | 1 DP Leg.                                           | 25 DS, 7 DS, Baszkirska BK                   |
| 4 lipca 1920(dts)                         | Borowe                  |                           | 69 pp                                               | 33 DS                                        |
| 13 sierpnia 1919(dts)                     | Borowica Mała           |                           | grupa gen. Krajowskiego                             |                                              |
| 17 marca–4 kwietnia 1920                  | Borowiki                | operacja mozyrska         | 9 DP;15 pp                                          | trzy ps                                      |
| 16–18 sierpnia 1919                       | Borysów I               |                           | 2 DP Leg.                                           | 19, 20, 21, 462, 464 i 66 ps                 |
| 2 czerwca 1920(dts)                       | Boryspol                | wyprawa kijowska          | 2 pspodh i 1 pp Leg.                                | 58 DS                                        |
| 22–28 sierpnia 1920                       | Bóbrka                  |                           | 12 DP                                               | 47 DS i 60 DS                                |
| 18 sierpnia 1920(dts)                     | Brodnica                | Bitwa Warszawska          | grupa płk. Aleksandrowicza                          | 12 DS                                        |
| 25–26 lipca 1920                          | Brody                   | of. Fr. Płd-Zach.         | 18 DP                                               | 4 i 11 DK                                    |
| 30 lipca–2 sierpnia 1920                  | Brześć                  |                           | Grupa Poleska                                       | 16 A                                         |
| 20–25 września 1920                       | Brzostowica             | kamp. jesienna 1920       | 3 DP Leg.                                           | oddziały 15 A                                |
| 4 czerwca 1920(dts)                       | Budsław                 | of. Fr. Zach.             | 70 i 68 pp                                          | 11 DS                                        |
| 31 lipca–7 sierpnia 1920                  | Bug                     |                           | 1 A, 4 A, Grupa Poleska                             | 3 A, 16 A, 15 A                              |
| 30 sierpnia–9 września 1920               | Busk II                 |                           | 19 pp                                               | 45DS i BK Kotowskiego                        |
| 2 lipca 1920(dts)                         | Butowce                 | of. Fr. Płd-Zach.         | 6 A;18 DP;144 pp i 6 p.uł.                          | BK Kotowskiego                               |
| 31 maja 1920(dts)                         | Bystrzyk Bistrik?       | of. Fr. Płd-Zach.         | 6 A; 13 DP; 40 (50) pp                              |                                              |
| luty–marzec 1919                          | Byteń                   | kamp. 1919–1920           | grupa gen. Listowskiego; od. mjr. Dąbrowskiego      | Zachodnia ACz                                |
| 11–18 sierpnia 1920                       | Chełm                   |                           | 7 DP                                                | 7.25, DS,328 ps, pj kubańskiej               |
| 19 sierpnia–9 września 1920               | Chodorów                |                           | 6 A i oddziały ukraińskie                           | 14 Armia                                     |
| 14 sierpnia 1920(dts)                     | Chołojów                | of. Fr. Płd-Zach.         | 1 Dywizja Jazdy                                     | 14 DK i 45 DS                                |
| 13–19 lipca 1920                          | Chorupań                | of. Fr. Płd-Zach.         | 18 DP                                               | 1 Armia Konna                                |
| 23 sierpnia 1920(dts)                     | Chorzele                | Bitwa Warszawska (pościg) | Brygada Syberyjska                                  | 3 KK Gaja                                    |
| 1–3 sierpnia 1920                         | Ciechanowiec            |                           | 1 DLB                                               | 56., 21., 27 DS                              |
| 15 sierpnia 1920(dts)                     | Ciechanów               |                           | 8 BJ                                                | 4 A                                          |
| 19 sierpnia 1920(dts)                     | Ciechanów               |                           | Dywizja Ochotnicza                                  |                                              |
| 25 sierpnia 1920(dts)                     | Ciełuszki               |                           | 57 pp                                               | oddziały 15 Armii                            |
| 29 maja 1920(dts)                         | Ciepielówka             | of. Fr. Płd-Zach.         | FU;7 DP; 11 pp                                      |                                              |
| 2–3 czerwca 1920                          | Cybulówka               | of. Fr. Płd-Zach.         | FU;6 A;12 DP; 53 pp                                 | oddziały 14 Armii                            |
| 15–16 sierpnia 1920                       | Cyców                   | Bitwa Warszawska          |                                                     |                                              |
| 5 czerwca 1920(dts)                       | Czeczelówka             | of. Fr. Płd-Zach.         | FU, 6A,18 DP;145 pp                                 | 186 ps                                       |
| 27 kwietnia 1920(dts)                     | Czarnobyl               | wyprawa kijowska          |                                                     |                                              |
| 4–5 lipca 1920                            | Czernica W.             | of. Fr. Zach.             |                                                     |                                              |
| 24–25 czerwca 1920                        | Czernica                | of. Fr. Zach.             |                                                     |                                              |
| 2 września 1920(dts)                      | Czerkasy                | Bitwa Lwowska             | 3 A; 1 DJ; 6 BJ; 1 p.uł                             | 44 DS                                        |
| 11 czerwca 1920(dts)                      | Czerwona                |                           | 1 DJ                                                | 6. i 11 DK                                   |
| 29 lipca–2 sierpnia 1920                  | Czortków                |                           | 6A; URL                                             | 41 DS                                        |
| 1 października 1920(dts)                  | Czyżówka                | Bitwa Wołyńsko-Podolska   | 6A; KK; 2 DJ; 8 BJ; 2 i 108 p.uł.                   | oddziały ACz                                 |
| 8 lipca 1920(dts)                         | Dawgieliszki            |                           | Białostocki pułk strzelców                          | 57 i 58 pk                                   |
| 29 grudnia 1919(dts)                      | Dąbrowica               |                           | F W; 4 DP; 9 p.uł                                   | oddział dywersyjny                           |
| 14–16 sierpnia 1920                       | Dębe                    |                           | 5 A; VII BRez.;167 pp                               | 6 i 56 DS                                    |
| 16–18 sierpnia 1920                       | Dęblin                  | Bitwa Warszawska          | 3 A, 4 A                                            | Gr. Moz., 16 A                               |
| 9 sierpnia 1920(dts)                      | Długosiodło             |                           | grupa gen. Zeligowskiego                            | 11. i 33 DS                                  |
| 4 lipca 1920(dts)                         | Dołhe                   | of. Fr. Zach.             | 11. i 17 DP, VII B Rez., IX BP                      | 15 Armia                                     |
| 14–16 czerwca 1920                        | Domżeryce               | of. Fr. Zach.             | 4 A; 15 DP; 59 pp                                   |                                              |
| 6–8 sierpnia 1920                         | Dorohusk                |                           | 7 DP                                                | 25 DS                                        |
| 28 lipca 1920(dts)                        | Droboty                 |                           | 2 pspodh.                                           | 511 ps                                       |
| 2–8 sierpnia 1920                         | Drohiczyn I             |                           | 15 DP                                               | 27 DS                                        |
| 19 sierpnia 1920(dts)                     | Drohiczyn II            |                           | 2 A; 1 DP Leg.; 1 pp Leg.                           | 8 i 17 DS                                    |
| 4–5 lipca 1920                            | Dryhucze                | of. Fr. Zach.             | grupa ppłk. Sawickiego                              | 4 A                                          |
| 14–31 sierpnia 1920                       | Dubienka                |                           | 3 A; 7 DP; 11 pp                                    | 25 i 7 DS                                    |
| 13–20 lipca 1920                          | Dubno                   | of. Fr. Płd-Zach.         | FU; 18 DP                                           | 1 AK                                         |
| 28 września 1920(dts)                     | Dubrowna                |                           | 4 BJ                                                | 17 BS                                        |
| 19–21 maja 1920                           | Duniłowicze I           | of. Fr. Zach.             | 1 A; 8 DP; 13 pułk piechoty                         | 53 DS                                        |
| 3–4 czerwca 1920                          | Duniłowicze II          | of. Fr. Zach.             | 1 A; 8 DP; 33 i 36 pułk piechoty                    | 12 DS                                        |
| 4 lipca 1920(dts)                         | Dworyszcze              | of. Fr. Zach.             | 38 pp                                               | 33 DS i komb. BK                             |
| 30 sierpnia–29 września 1919              | Dyneburg I              | kamp. 1919–1920           | 1 Dywizja Piechoty Legionów                         | 15 Armia                                     |
| 3 stycznia 1920(dts)                      | Dyneburg II             | kamp. 1919–1920           | 1 DP Leg.; 3 DP Leg.                                |                                              |
| 16 września 1920(dts)                     | Dytiatyn                | kamp. jesienna 1920       | 6 A; 8 DP; 13 pp                                    | dwie BS                                      |
| 14–15 września 1920                       | Dywin                   | kamp. jesienna 1920       | 4 A; 16 DP; 64 pp                                   | 505, 506, 507, 508 ps                        |
| 29 maja 1920(dts)                         | Dziunków                | of. Fr. Płd-Zach.         | 6 A; 13 DP; 43 pułk piechoty                        | 1 AK; 11 DK                                  |
| 29 sierpnia 1919(dts)-styczeń 1920        | Dźwina                  |                           | Front Litewsko-Białoruski                           |                                              |
| 4 lipca 1920(dts)                         | Filipowo                | of. Fr. Zach.             | VII BRez.; 167 pp                                   | 33 DS                                        |
| 14–15 września 1920                       | Fraga                   | Bitwa Wołyńsko-Podolska   | 6A; 12 DP; 51 pułk piechoty                         | 123 BS                                       |
| 19 sierpnia 1920(dts)                     | Frankopol               | Bitwa Warszawska          | Brygada Jazdy Ochotniczej                           | 2 DS, 17 DS, 21 DS                           |
| 1 czerwca 1920(dts)                       | Gajczyce                | of. Fr. Płd-Zach.         | 19 pp                                               | 11 DK                                        |
| 9 marca 1920(dts)                         | Gawinowicze             | operacja mozyrska         | 10 pułk ułanów                                      | 57 DS                                        |
| 15–16 lipca 1920                          | Gieranony               | of. Fr. Zach.             | 17 DP                                               | 11 DS                                        |
| 17–18 sierpnia 1920                       | Glinianka               |                           | 62 pp                                               | 8., 10., 17 DS                               |
| 9–10 czerwca 1920                         | Głuszec                 |                           | 63 pp                                               |                                              |
| 18–23 lipca 1920                          | Grodno (I)              | of. Fr. Zach.             | grupa gen. Mokrzyckiego i Żeligowskiego             | 3 KK, 4 Armia                                |
| 20–26 września 1920                       | Grodno (II)             | operacja niemeńska        | 2 A                                                 | 3 A                                          |
| 28 maja–7 czerwca 1920                    | Hajsyn                  | of. Fr. Płd-Zach.         | FU, 6 A;18 DP;145 pp                                | 21 DS                                        |
| 13–14 września 1920                       | Halicz                  | Bitwa Wołyńsko-Podolska   | 6A; 8 DP; 21 pułk piechoty                          | 345 ps                                       |
| 8 marca 1920(dts)                         | Hłybów                  | operacja mozyrska         | 3 p.uł.                                             | 170 BS                                       |
| 27–28 kwietnia 1920                       | Holendry                | wyprawa kijowska I faza   | 2 A; 13 DP; 44 pp                                   | 44 DS                                        |
| 15 czerwca 1920(dts)                      | Horbulew                | of. Fr. Płd-Zach.         | 3 A;7 DP; 26 pp i 27 pp                             | 4 DK                                         |
| 1–8 czerwca 1920                          | Hornostajpol            | of. Fr. Płd-Zach.         | 7 BJ i 6 pp Leg.                                    | Grupa Golikowa                               |
| 14–24 września 1920                       | Horodec                 |                           | 16 DP                                               | 57 DS                                        |
| 3 lipca 1919(dts)                         | Horodyszcze             | kamp. 1919–1920           | Flotylla Pińska                                     |                                              |
| 14 maja 1920(dts)                         | Horodziec               | of. Fr. Zach.             | Grodzieński i Nowogródzki ps                        | 15 BS                                        |
| 31 sierpnia 1920(dts)                     | Hostynne                |                           | 20 pp                                               | 1 AK                                         |
| 8–9 czerwca 1920                          | Hostoboże               |                           | 30 pp                                               | 157., 158. 480 ps                            |
| 22–23 lipca 1920                          | Hołynka                 |                           | 10 pp i 16 pp                                       |                                              |
| 9 lipca 1920(dts)                         | Hrebionka               |                           | 16 pp                                               | 17 DS                                        |
| 13–14 sierpnia 1920                       | Hrubieszów              | Bitwa Warszawska          |                                                     |                                              |
| 22 września 1920(dts)                     | Hulowce                 | Bitwa Wołyńsko-Podolska   | 6 A; 8 DP; 36 pułk piechoty                         | 70 BS                                        |
| 16–19 lipca 1920                          | Husiatyn                | of. Fr. Płd-Zach.         | 6 A; 12 DP; 54 pp                                   | 41 DS                                        |
| 9 lipca 1920(dts)                         | Ignalino                |                           | FP;2 DL-B; Słucki i Białostocki ps                  | 15 DK                                        |
| 21 czerwca 1920(dts)                      | Ignatpol                | of. Fr. Płd-Zach.         | 3 A; 5 pp Leg.                                      | 12 A; gr. Golikowa; Baszkirska BK            |
| 24 września 1920(dts)                     | Indura                  | operacja niemeńska        | 21 Dywizja Górska                                   | 5 i 6 DS                                     |
| 24 stycznia 1920(dts)                     | Itol                    |                           | 55 pułk piechoty                                    | oddziały 8 DS                                |
| 30 lipca 1920(dts)                        | Iwachnowicze            |                           | Grupa ppłk. Szylinga                                | 24 BS                                        |
| 24 lipca 1920(dts)                        | Iwaszczuki              | of. Fr. Płd-Zach.         | XXXV Brygada Piechoty                               | 4 i 14 DK                                    |
| 23–24 lipca 1920                          | Izabelin                |                           | 31 pułk piechoty                                    | 50 BS                                        |
| 3–4 sierpnia 1920                         | Jabłonka Kościelna      |                           | 34 pułk piechoty                                    | 4, 18 i 54 DS                                |
| 6 września 1920(dts)                      | Jabłonówka              |                           | 5 Dywizja Piechoty                                  | 133 BS                                       |
| 17 marca 1920(dts)                        | Jakimowska Słoboda      | operacja mozyrska         | Grupa kpt. Siudy                                    | 17 i 56 DS                                   |
| 29–30 lipca 1920                          | Jakowczyce              |                           | 64 pułk pechoty                                     | 90 ps                                        |
| 20–21 maja 1920                           | Jakszyce                |                           | I/17 pułku piechoty                                 | oddziały 5 DS                                |
| 21 września 1920(dts)                     | Jampol                  | Bitwa Wołyńsko-Podolska   | 6 A; 1 BJ; 11 pułk ułanów                           | 47 DS                                        |
| 25 lipca 1920(dts)                        | Janów                   |                           | 13 pułk ułanów                                      | 15 DK                                        |
| 1–6 sierpnia 1920                         | Janów Podlaski          | bitwa nad Bugiem          | 14 DP i gr. płk. Ładosia                            | 2, 8 i 17 DS                                 |
| 18 czerwca 1920(dts)                      | Jazno                   | of. Fr. Zach.             | 29 pułk piechoty                                    | 18 DS                                        |
| 26–30 maja 1920                           | Jelnica                 | of. Fr. Zach.             | 20 pułk piechoty                                    | 6 DS                                         |
| 4–5 kwietnia 1920                         | Jełań                   |                           | 14 Dywizja Piechoty                                 | 17 DS                                        |
| 7 sierpnia 1920(dts)                      | Kaczkowo                |                           | II BL-B                                             | 15 BS                                        |
| marzec i czerwiec 1920                    | Kalenkowicze            |                           | 9 DP; 35 pp i 64 pp                                 | 57 Dywizja Strzelców                         |
| 8 maja 1920(dts)                          | Kamień                  |                           | 1 DL-B                                              | oddziały ACz                                 |
| 14 sierpnia 1920(dts)                     | Kamionka Strumiłowa     | of. Fr. Płd-Zach.         | GO gen. Sawickiego i GO gen. Szymańskiego           | 1 AK                                         |
| 28 maja 1920(dts)                         | Karandasze              | of. Fr. Zach.             | III/29 pp i 7 puł                                   | 164 BS                                       |
| 24 lutego 1920(dts)                       | Kazimierówka            | kamp. 1919–1920           | F Lit. Biał.; 9 DP;22 i 34 pułk piechoty            | 421 ps                                       |
| 17 sierpnia 1920(dts)                     | Kąkolewnica             | Bitwa Warszawska          | Brygada Jazdy Ochotniczej                           | 170 BS                                       |
| 25 czerwca 1920(dts)                      | Kijanki                 |                           | gr. gen. Romera; 6 DP; 65 pp                        | 11 DK z 1 AK                                 |
| 9 maja–9 czerwca 1920                     | Kijowskie Przedmoście   | wyprawa kijowska          | 3 Armia                                             | 12 Armia                                     |
| 25 kwietnia–8 maja 1920                   | Kijów                   | wyprawa kijowska          |                                                     |                                              |
| 28 czerwca 1920(dts)                      | Kilikijów               | of. Fr. Płd-Zach.         | 1 DJ; 4 BJ; 1 p.uł., 8 p.uł.                        | 1 AK; 6 i 11 DK                              |
| 3 sierpnia 1920(dts)                      | Klekotów                | of. Fr. Płd-Zach.         | 2 Dywizja Jazdy                                     | 1 AK; 4 DK                                   |
| 16 lipca 1920(dts)                        | Klepacze                |                           | FP; 2 DL-B; lidzki ps                               | oddziały 3 KK                                |
| 17 września 1920(dts)                     | Klewań                  | Bitwa Wołyńsko-Podolska   | 3A; 2 DJ; 8 Brygada Jazdy                           | 1 AK; 4 DK                                   |
| 12–14 grudnia 1919                        | Kliczew                 |                           | 55 pułk piechoty                                    | oddziały ACz                                 |
| 2 sierpnia 1920(dts)                      | Kniahinin               |                           | 2 A; 1 DP Leg.;1 pp Leg.                            | 72 BS                                        |
| 5 września 1920(dts)                      | Kniahyncze              |                           | 5 pułk ułanów                                       | 8 DK                                         |
| 11–23 września 1920                       | Kobryń                  | kamp. jesienna 1920       | 4 Armia                                             | 4 i 16 Armia                                 |
| 17 października 1919(dts)                 | Kobylszczyzna           |                           | III/2 pułku piechoty Legionów                       | 19 maz. ps                                   |
| 14–16 sierpnia 1920                       | Kock                    | Bitwa Warszawska          |                                                     |                                              |
| 11 października 1920(dts)                 | Kojdanów                |                           | 58 pułk piechoty                                    | 27 DS                                        |
| 26 sierpnia 1920(dts)                     | Kolno                   |                           | 14 Dywizja Piechoty                                 | 3 KK Gaja                                    |
| 31 sierpnia 1920(dts)                     | Komarów                 | Bitwa Warszawska          | 1 DJ                                                | 1 AK                                         |
| 25–27 kwietnia 1920                       | Korosteń                | wyprawa kijowska I faza   | 3 A; 4 DP; grupa płk. Rybaka                        | 7 i 47 DS                                    |
| 14–18 czerwca 1920                        | Korosteń                | wyprawa kijowska          | 3 Armia                                             | 12 Armia                                     |
| 8–12 października 1920                    | Korosteń                | kamp. jesienna 1920       | Korpus Jazdy płk. Rómmla                            | oddziały ACz                                 |
| 28 czerwca 1920(dts)                      | Korzec I                | of. Fr. Płd-Zach.         | 3 A; 3 DPLeg.                                       | 4 Dk z 1 AK                                  |
| 30 czerwca–2 lipca 1920                   | Korzec II               | of. Fr. Płd-Zach.         | FU;1 DPLeg., 3 DPLeg., 6 DP                         | 1 AK                                         |
| 26 września 1920(dts)                     | Korzec III              | Bitwa Wołyńsko-Podolska   | 3 A; KJ; 2 Dywizja Jazdy                            | brygada 44 DS                                |
| 12 września 1920(dts)                     | Kosmów                  | Bitwa Wołyńsko-Podolska   | 3A; 1 DJ                                            | 11 DK z 1 AK                                 |
| 24 maja 1920(dts)                         | Koszowata               | wyprawa kijowska          | FU; 3 BJ; 5 puł                                     | 12 A; 135 BS                                 |
| 11–13 września 1920                       | Kowel                   | kamp. jesienna 1920       | Grupa mjr. Bochenka                                 | 12 Armia                                     |
| 28–31 maja 1920                           | Koziany                 | of. Fr. Zach.             | Grupa płk. Nałęcza-Małachowskiego                   | 8 i 53 DS                                    |
| 25–27 kwietnia 1920                       | Koziatyn                | wyprawa kijowska          | 1 DJ                                                | 12 Armia                                     |
| 15–17 sierpnia 1920                       | Krasne I                | of. Fr. Płd-Zach.         | 6 A; 6 DP                                           | 1 AK                                         |
| 3–6 września 1920                         | Krasne II               | Bitwa Lwowska             | 6A; 6 DP; 12.,16, 17., 20 pp                        | Grupa Jakira                                 |
| 20 czerwca 1920(dts)                      | Kropiwna                | of. Fr. Płd-Zach.         | 3A; DJ; 14 puł i 2 pszw.                            | 1 AK; 6 DK                                   |
| 27–28 września 1920                       | Krwawy Bór              | kamp. jesienna 1920       | I BP 1 DL-B                                         | 3 Armia                                      |
| 11–21 lipca 1920                          | Krzemieniec             | of. Fr. Płd-Zach.         | 18 DP                                               | BK i 45 DS                                   |
| 13–16 maja 1920                           | Krzyżopol               | wyprawa kijowska          | FU; 12 DP; 51 pp                                    | 60 DS                                        |
| 14–15 maja 1920                           | Kublicze                | of. Fr. Zach.             | 7 pp Leg. i 13 pp                                   | 53 DS                                        |
| 18 sierpnia 1920(dts)                     | Kurowice                |                           | 45 pułk piechoty                                    | 6 i 11 BK                                    |
| 8 września 1920(dts)                      | Kuźnica                 |                           | 1 pułk piechoty Legionów                            | 18 BS                                        |
| 30 stycznia 1920(dts)                     | Kuźnicze                |                           | Grupa mjr. F. Jaworskiego                           | 415 i 417 ps                                 |
| 13 września 1920(dts)                     | Lackie Wielkie          |                           | trzy kompanie 12 pułku piechoty                     | 421 ps                                       |
| 10 lipca 1920(dts)                        | Lady                    |                           | 16 pułk piechoty                                    | 17 D                                         |
| 18 lutego–26 kwietnia 1920                | Latyczów                | kamp. 1919–1920           | 5 Dywizja Piechoty                                  | 44 i 45 DS                                   |
| 24 sierpnia 1920(dts)                     | Leman                   |                           | II/kowieńskiego pułku strzelców                     | oddziały 3 KK                                |
| 29 września–16 października 1919          | Lepel                   |                           | 8 DP; grupa ppłk. Kraupy                            | oddz. 11, 17, 52 i 53 DS                     |
| 5 listopada 1919(dts)                     | Lepel II                |                           | wileński pułk strzelców                             | 460 i 463 ps                                 |
| 13–16 listopada 1919                      | Lepel III               |                           | D L-B; grupa płk. Bejnara                           | 52 Dywizja Strzelców                         |
| 14 maja 1920(dts)                         | Lepel IV                | of. Fr. Zach.             | 1 Dywizja Litewsko-Białoruska                       | 5 i 56 DS                                    |
| 1 sierpnia 1920(dts)                      | Leszniów                |                           | 2 A; 6 DP;12 pułk piechoty                          | brygada 6 DK                                 |
| 27 lipca 1920(dts)                        | Leśna                   |                           | Grupa płk. Kaliszka                                 | 81 Brygada Strzelców                         |
| 23 marca 1919(dts)                        | Lida I                  | kamp. 1919–1920           | Grupa Zaniemeńska                                   | oddziały ACz                                 |
| 16–17 kwietnia 1919                       | Lida II                 | kamp. 1919–1920           | D L-B; Grupa gen. Lasockiego                        | garnizon Lidy                                |
| 17–18 lipca 1920                          | Lida III                | of. Fr. Zach.             | 1 Dywizja Litewsko-Białoruska i 11 DP               | oddziały ACz                                 |
| 28–29 września 1920                       | Lida IV                 | operacja niemeńska        | 1 Dywizja Piechoty Legionów                         | 3 Armia                                      |
| 18–19 maja 1920                           | Lipsk                   | of. Fr. Zach.             | II Brygada Litewsko-Białoruska                      | 5 DS                                         |
| 20–22 marca 1920                          | Lubar                   | kamp. 1919–1920           | 7 DP; II/25 pułku piechoty                          | 44 DP                                        |
| 2 września 1919(dts)                      | Lubonicze               |                           | 1 pułk ułanów wielkopolskich                        | 30 Brygada Strzelców                         |
| 17–21 sierpnia 1920                       | Lwów                    | of. Fr. Płd-Zach.         |                                                     | 1 Armia Konna i Grupa Jakira                 |
| 8–12 maja 1920                            | Łojów I                 | wyprawa kijowska          | 9 DP; 15 pp; grupa mjr. Wolffa                      | 24 Dywizja Strzelców                         |
| 2 czerwca 1920(dts)                       | Łojów II                | of. Fr. Płd-Zach.         | 9 DP; 15 pp; załoga Łojowa                          | Grupa Mozyrska                               |
| 29 lipca–2 sierpnia 1920                  | Łomża                   |                           | Grupa ppłk. Kopy                                    | 3 KK i 12 DS                                 |
| 22 sierpnia 1920(dts)                     | Łomża                   |                           | 59 pułk piechoty                                    | oddziały 15 Armii                            |
| 28 czerwca 1920(dts)                      | Łopatycze               |                           | 3 A; 7 DP; 25 pp                                    | 60 pułk strzelców                            |
| 15 lipca–2 sierpnia 1920                  | Łuck                    | of. Fr. Płd-Zach.         | 2 A; 6 DP; 3 DPLeg.                                 | 24 Dywizja Strzelców                         |
| 21 lutego 1920(dts)                       | Łuczanki                | kamp. 1919–1920           | 9 DP; 22 pp; Grupa mjr. Jaworskiego                 | 423 pułk strzelców                           |
| kwiecień–czerwiec 1919                    | Łuniniec                | kamp. 1919–1920           | Front Lit.-Biał.; 9 DP                              | 8 Dywizja Strzelców                          |
| 6–7 lipca 1920                            | Łużki                   | of. Fr. Zach.             | 155 i 28 pułk piechoty                              | brygada 53 DS                                |
| 6 sierpnia 1920(dts)                      | Łysów                   |                           | 14, 16 i 62 pułk piechoty                           | 27 Dywizja Strzelców                         |
| 9 sierpnia 1920(dts)                      | Maków                   |                           | Grupa ppłk. Błeszyńskiego                           | 4 Dywizja Strzelców                          |
| 27–28 kwietnia 1920                       | Malin                   | wyprawa kijowska I faza   | 3 A; Grupa płk. Rybaka; 7 BJ; I BG                  | 7 i 47 DS                                    |
| 15 lipca 1920(dts)                        | Milcza                  | of. Fr. Płd-Zach.         | 6 A;18 DP; III/49 pp                                | 14 DK                                        |
| 7 sierpnia 1919(dts)                      | Małe Gajany             | kamp. 1919–1920           | 1 pułk ułanów wielkopolskich                        | oddział łotewski                             |
| 3 sierpnia 1920(dts)                      | Małkinia                |                           | 8 Dywizja Piechoty                                  | 6 Dywizja Strzelców                          |
| 10–11 września 1920                       | Małoryta                |                           | 48 pułk piechoty                                    | OW 12 Armii                                  |
| 28 września 1920(dts)                     | Mielki                  |                           | 1 pułk piechoty Legionów                            | 168 BS                                       |
| 1–4 sierpnia 1920                         | Mielnik                 |                           | II BP Leg. i gr. gen. Kosteckiego                   | 17 DS                                        |
| 2 sierpnia 1920(dts)                      | Mężenin                 |                           | 34 pułk piechoty                                    | 53 Brygada Strzelców                         |
| 23 września 1920(dts)                     | Międzyrzecz             | bitwa nad Niemnem         | 15 pułk ułanów                                      | 144 Brygada Strzelców                        |
| 1 sierpnia 1920(dts)                      | Mikołajów               | of. Fr. Płd-Zach.         | 2 A; 1 DJ;11 pułk ułanów                            | 6 Dywizja Kawalerii                          |
| 27 lipca–5 sierpnia 1920                  | Mikulińce               | of. Fr. Płd-Zach.         | 6 A; 12 DP; 53 pułk piechoty                        | 14 A; 60 DS                                  |
| 22 sierpnia 1920(dts)                     | Milejczyce              |                           | 4 Brygada Jazdy                                     | grupa artylerii                              |
| 13 sierpnia 1920(dts)                     | Milewo                  | Bitwa Warszawska          | 2 pułk ułanów                                       | 10 BS                                        |
| 8 sierpnia 1919(dts)                      | Mińsk                   | kamp. 1919–1920           | 2 Dywizja Piechoty Legionów                         | 5 i 52 DS                                    |
| 9–11 lipca 1920                           | Mińsk                   |                           | 2 DP Leg. i Grupa płk. Kaliszka                     | 16, 17 i 27 DS                               |
| 15 października 1920(dts)                 | Mińsk                   | kamp. jesienna 1920       | Grupa gen. Paszkiewicza                             | oddziały ACz                                 |
| 8–10 sierpnia 1920                        | Mława I                 |                           | Grupa płk. Habicha                                  | 3 KK Gaja                                    |
| 20–22 sierpnia 1920                       | Mława II                |                           | Grupa gen. Krajowskiego                             | 3 KK Gaja                                    |
| 16–17 lipca 1920                          | Młynów                  |                           | 6 Dywizja Piechoty                                  | 6 i 14 Dywizja Kawalerii                     |
| 3 lipca 1919(dts)                         | Mołodeczno I            | kamp. 1919–1920           | 2 Dywizja Piechoty Legionów                         | oddziały ACz                                 |
| 7–14 października 1920                    | Mołodeczno II           |                           | 2 Armia                                             | 5 i 56 DS                                    |
| 27 sierpnia–2 września 1920               | Monasterzyska           | Bitwa Lwowska             | Armia URL                                           | 41 Dywizja Strzelców                         |
| 16 lipca 1920(dts)                        | Moryń                   |                           | Nowogródzki pułk strzelców                          | 21 Dywizja Strzelców                         |
| 22–23 lipca 1920                          | Mosty                   |                           | Grodzieński pułk strzelców                          | 6 Dywizja Strzelców                          |
| 9 lipca 1920(dts)                         | Moszczanica             | of. Fr. Płd-Zach.         | Grupa gen. Krajowskiego                             | 1 Armia Konna                                |
| 4–6 marca 1920                            | Mozyrz                  | operacja mozyrska         | Grupa Poleska                                       | 47 i 57 Dywizja Strzelców                    |
| 18 sierpnia 1920(dts)                     | Mrozy                   |                           | 65 pułk piechoty                                    | 8 i 10 Dywizja Strzelców                     |
| 20 lipca 1920(dts)                        | Mulczyce                | of. Fr. Płd-Zach.         | 3 A, 7 DP, ukraińska 6 DP, 23 pp                    | 7 Dywizja Strzelców                          |
| 19 i 28 maja 1920                         | Murowa                  | of. Fr. Zach.             | oddziały 2 DP Leg. i 4 DP                           | 8 i 17 Dywizja Strzelców                     |
| 25–25 sierpnia 1920                       | Myszyniec               | operacja warszawska       | dywizjon huzarów śmierci                            | oddziały 3 KK i 4 Armii                      |
| 16 lipca 1920(dts)                        | Myto                    |                           | 29 pułk piechoty                                    | oddziały 4 Armii                             |
| 28 czerwca 1920(dts)                      | Nachów                  |                           | 64 pułk piechoty                                    | oddziały ACz                                 |
| 31 maja 1920(dts)                         | Napadówka               | of. Fr. Płd-Zach.         | 6 A; 13 DP; 45 pułk piechoty                        | 6 DK z 1 AK                                  |
| 16 sierpnia 1920(dts)                     | Nasielsk                | Bitwa Warszawska          | 22 i 69 pułk piechoty                               | 11 Dywizja Strzelców                         |
| 19–24 lipca 1920                          | Niemen I                | of. Fr. Zach.             | 1 Armia                                             | 3, 15 Armia i 3 KK                           |
| 20–26 września 1920                       | Niemen II               | operacja niemeńska        | 2 i 4 Armia                                         | Front Zachodni                               |
| 14 sierpnia 1920(dts)                     | Niestanice              | of. Fr. Płd-Zach.         | 1 DJ;14 pułk ułanów                                 | 45 DS                                        |
| 14–19 marca 1919                          | Nieśwież                | kamp. 1919–1920           |                                                     |                                              |
| 25–26 września 1920                       | Nowa Ruda               | operacja niemeńska        | Grodzieński pułk strzelców                          | 63 BS                                        |
| 7 czerwca 1920(dts)                       | Nowe Kruki              |                           | 11 pułk ułanów i I dywizjon 18 pułku ułanów         | 169 ps                                       |
| 1 sierpnia 1920(dts)                      | Nowogród                |                           | dwa bataliony 205 pp                                | 10 DK z 3 KK                                 |
| 18 kwietnia 1919(dts)                     | Nowogródek              | kamp. 1919–1920           | DL-B; gr. mjr. Zawistowskiego                       | oddziały ACz                                 |
| 18 lipca 1920(dts)                        | Nowojelnia              |                           | 10 pułk ułanów                                      | 27 DS                                        |
| 28 grudnia 1919(dts)                      | Nowosiółki              | kamp. 1919–1920           | 7 kompania 4 ps wlkp.                               | oddziały ACz                                 |
| 10 lipca 1920(dts)                        | Nowo-Święciany          | of. Fr. Zach.             | 2 DLB; Słucki i Białostocki ps                      | 60 pułk kawalerii                            |
| 29 maja 1920(dts)                         | Nowo-Żywotów            | of. Fr. Płd-Zach.         | 6 A; 13 DP; 50 pułku piechoty                       | 6 Dywizja Kawalerii                          |
| 25 września 1920(dts)                     | Nulczyn                 | Bitwa Wołyńsko-Podolska   | 3A; KK; 2 DJ; 9 BJ;1 pułk szwoleżerów               | oddziały ACz                                 |
| 26 września 1920(dts)                     | Obuchowo                | kamp. jesienna 1920       | 4 pułk strzelców podhalańskich                      | 5, 6 i 56 DS                                 |
| 14 sierpnia 1920(dts)                     | Odolion                 | Bitwa Warszawska          | pododdziały OW „Toruń”                              | oddziały ACz                                 |
| 6 maja 1920(dts)                          | Olszanica I             | wyprawa kijowska II faz.  | 4 Brygada Jazdy                                     | 14 Armia                                     |
| 1–2 czerwca 1920                          | Olszanica II            | of. Fr. Płd-Zach.         | grupa „Wasylków”                                    | 44 Dywizja Strzelców                         |
| 2 sierpnia 1919(dts)                      | Olszany                 | kamp. 1919–1920           | 4 kompania 22 pułku piechoty                        | 64 ps                                        |
| 10 lipca 1920(dts)                        | Ołyka                   | of. Fr. Płd-Zach.         | 2 A; 6 DP; 65 pułk piechoty                         | 1 AK; 6 DK                                   |
| 16 lipca 1920(dts)                        | Orany                   | of. Fr. Zach.             | 2 Dywizja Litewsko-Białoruska                       | oddziały ACz i litewskie                     |
| 5 sierpnia 1920(dts)                      | Ostrołęka               | Bitwa Warszawska          | I/pułku morskiego, 108 p.uł.                        | 18 DS                                        |
| 15 maja 1920(dts)                         | Osje                    |                           | 1 DL-B; Miński pułk strzelców                       | oddziały 56 DS                               |
| 13–14 sierpnia 1920                       | Ossów                   | Bitwa Warszawska          | 8 DP, 11 DP                                         | 27 DS                                        |
| 20 sierpnia 1920(dts)                     | Ostrożany               | Bitwa Warszawska          | 5 pułku piechoty Legionów                           | 81 BS                                        |
| 7 lipca 1920(dts)                         | Ostróg                  | of. Fr. Płd-Zach.         | 18 DP                                               | 14 DK                                        |
| 5–6 lipca 1920                            | Ostrów Czarny           | of. Fr. Płd-Zach.         | 6 A; 5 pułk ułanów                                  | 8 DK                                         |
| 4 sierpnia 1920(dts)                      | Ostrów Mazowiecka       |                           | 10 Dywizja Piechoty                                 | 8 DK                                         |
| 10–12 stycznia 1920                       | Owrucz I                | kamp. 1919–1920           | GP; 9 DP; 22 pp i partyzantka ukraińska             | oddziały ACz                                 |
| 6 lutego 1920(dts)                        | Owrucz II               | kamp. 1919–1920           | GP;9 DP; I/22 pułku piechoty                        | 47 DS                                        |
| 7 marca 1920(dts)                         | Owrucz III              | kamp. 1919–1920           | FW;4 DP; 10 pułk piechoty                           | 7 DS                                         |
| 10 lipca 1920(dts)                        | Owrucz IV               | of. Fr. Płd-Zach.         | FU; 21 DP: oddział kpt. Lode                        | 24, 25, 47 i 58 DS                           |
| 11 lipca 1920(dts)                        | Ozieryszcze             |                           | III/31 pułku piechoty                               | 81 BS                                        |
| 30 września–1 października 1920           | Parachońsk              |                           | 49 i 145 pułk piechoty                              | oddziały ACz                                 |
| 27 kwietnia 1920(dts)                     | Pastuchy                | wyprawa kijowska I faza   | 2 A; 15 DP; 62 pułk piechoty                        | 44 DS                                        |
| 22 stycznia 1920(dts)                     | Pawłówka-Remiezy        | kamp. 1919–1920           | GP;9 DP;4/22 pułku piechoty                         | 138 BS                                       |
| 17–19 września 1919                       | Petryków                |                           | 34 pułk piechoty i Flotylla Pińska                  | 16 Armia i Flotylla Prypecka                 |
| 23 lutego–5 marca 1919                    | Pińsk                   | kamp. 1919–1920           | gr. Listowskiego; gr. Narbutta                      | Zachodnia ACz                                |
| 26–29 maja 1920                           | Pleszczenica            |                           | Grupa płk. Kaliszka                                 | 5 DS                                         |
| 18–19 sierpnia 1920                       | Płock                   | of. Fr. Zach.             | Grupa „Dolnej Wisły”                                | 3 KK Gaja i 18 DS                            |
| 16–17 sierpnia 1920                       | Płońsk                  | bitwa nad Wkrą            | Grupa płk. Orlicz-Dreszera                          | 18 i 54 DS                                   |
| 6 lipca 1920(dts)                         | Płoskirów               | of. Fr. Płd-Zach.         | tyły 6 Armii                                        | 8 DK                                         |
| 12 lipca 1920(dts)                        | Podbrodzie              | of. Fr. Zach.             | 2 Dywizja Litewsko-Białoruska                       | 15 DK                                        |
| 3–4 sierpnia 1920                         | Podkamień               | of. Fr. Płd-Zach.         | 6 A; 18 DP (13 DP); 44 pp                           | 45 DS                                        |
| 31 maja 1920(dts)                         | Pohrebyszcze            | of. Fr. Płd-Zach.         | 6 A; 13 DP; 50 pułk piechoty                        | 1 AK; 11 DK                                  |
| 23 stycznia–3 lutego 1920                 | Poliszczyno             | kamp. 1919–1920           | I Brygada Piechoty Legionów                         | 1, 4 i 11 DS                                 |
| 21 września–4 listopada 1919              | Połock                  | kamp. 1919–1920           | 8 Dywizja Piechoty                                  | oddziały łotewskie, 17 i 53 DS               |
| 19–21 czerwca 1919                        | Postawy                 | kamp. 1919–1920           | 6 pułk piechoty Legionów                            | oddziały ACz                                 |
| 21 sierpnia 1920(dts)                     | Prosienica              |                           | 15 Dywizja Piechoty                                 | 5 DS                                         |
| 24 czerwca 1920(dts)                      | Prudek                  |                           | 15 pułk piechoty                                    | Grupa Mozyrska                               |
| 19 września 1920(dts)                     | Prużana                 |                           | 32 i 59 pułk piechoty                               | 17 DS                                        |
| 21 sierpnia 1920(dts)                     | Przasnysz               | Bitwa Warszawska          | Lidzki pułk strzelców, 202 pp                       | 16 DS, 33 DS                                 |
| 19 sierpnia 1920(dts)                     | Przemierowo             | Bitwa Warszawska          | 17 DP; 68 i 69 pułk piechoty                        | 11 DS                                        |
| 10–11 sierpnia 1920                       | Przewodowo              |                           | Grupa ppłk. Błeszyńskiego                           | 11 BS                                        |
| 14 października 1920(dts)                 | Ptycz                   |                           | 14 Dywizja Piechoty                                 | oddziały ACz                                 |
| 10–11 sierpnia 1920                       | Pułtusk                 |                           | Grupa ppłk. Kopy                                    | 16 DS                                        |
| 8 lipca 1920(dts)                         | Puzyry                  |                           | 68 pułk piechoty                                    | 33 DS                                        |
| 15 maja 1920(dts)                         | Pyszno                  |                           | 1 Dywizja Litewsko-Białoruska                       | 5 i 56 DS                                    |
| 11–13 sierpnia 1920                       | Radziechów              |                           | 1 Dywizja Jazdy                                     | 45 DS i 1 Armia Konna                        |
| 13–16 sierpnia 1920                       | Radzymin                | Bitwa Warszawska          | 1 A, 5 A                                            | 21 DS, 27 DS                                 |
| czerwiec 1919                             | Rafałówka               | kamp. 1919–1920           | 32 pułk piechoty                                    | oddziały ACz                                 |
| 23 lipca–3 sierpnia 1919                  | Raków                   | kamp. 1919–1920           | 21 pułk piechoty                                    | 8 DS                                         |
| 1 października 1920(dts)                  | Rohaczów                | Bitwa Wołyńsko-Podolska   | 6 A; KK, 2 DJ; 9 BJ; 1 i 201 p szwol.               | 44 DS                                        |
| 9–12 września 1920                        | Rohatyn                 |                           | 37 i 52 pułk piechoty                               | 8 DK i 41 DS                                 |
| 1 czerwca 1920(dts)                       | Rohoźna                 | of. Fr. Płd-Zach.         | FU; 1 Dywizja Jazdy                                 | AK; 4 i 14 DK                                |
| 23 grudnia 1919(dts)                      | Romanów                 | kamp. 1919–1920           | 44 pułk piechoty                                    | 396 ps                                       |
| 24–25 lipca 1920                          | Roś                     |                           | 1 Dywizja Litewsko-Białoruska                       | 3 i 5 Armia                                  |
| 3–9 lipca 1920                            | Równe                   | of. Fr. Płd-Zach.         | 2 Armia                                             | 1 Armia Konna                                |
| 23–31 sierpnia 1920                       | Równo i Opalin          |                           | 7 DP Leg; 25 puk piechoty                           | 25 DS                                        |
| 11–12 października 1920                   | Rudnia Baranowska       |                           | 2 i 108 pułk ułanów                                 | 7 DS                                         |
| 27–29 maja 1920                           | Rudnica                 | of. Fr. Płd-Zach.         | FU; 12 DP; 51 pułk piechoty                         | 41 DS                                        |
| 2 czerwca 1920(dts)                       | Rybczany                | of. Fr. Zach.             | 167 pp                                              | oddziały 53 DS                               |
| maj–czerwiec 1920                         | Rzeczyca                | wyprawa kijowska          | Grupa Poleska                                       | 10, 17 i 57 DS                               |
| 5 czerwca 1920(dts)                       | Samhorodek              | of. Fr. Płd-Zach.         | 6 A; Grupa gen. Sawickiego                          | 4, 11 i 14 DK                                |
| 15–19 sierpnia 1920                       | Sarnowa Góra            | Bitwa Warszawska          | 42 i 145 pp, 18 pap, 8 BJ                           | 4 DS, 33 DS                                  |
| 26–28 września 1920                       | Sarny                   |                           | 25 pułk piechoty                                    | oddziały ACz                                 |
| 1–10 i 22 września 1920                   | Sejny                   | kamp. jesienna 1920       | Północna GU 2 A                                     | 2 Dywizja Piechoty                           |
| 30 czerwca–6 lipca 1920                   | Serdziuki               | of. Fr. Płd-Zach.         | I/25 pułku piechoty                                 | 42, 56 ps, 28 pk i 1 pułk im. B. Głowackiego |
| 13–14 listopada 1919                      | Sieliszcze              |                           | III/4 pułku piechoty Legionów                       | oddziały ACz                                 |
| 22 czerwca 1920(dts)                      | Skorodno                | of. Fr. Płd-Zach.         | 51 pułk piechoty                                    | oddziały ACz                                 |
| 2 października 1920(dts)                  | Skrobów                 |                           | 18 pułk ułanów                                      | oddziały ACz                                 |
| 30 stycznia 1920(dts)                     | Sławeczno               |                           | 1 pułk strzelców konnych                            | 418, 422 i 423 ps                            |
| 1 lipca 1920(dts)                         | Sławuta                 | of. Fr. Płd-Zach.         | 2 A; dywizjon pociągów                              | 1 AK                                         |
| 8–9 sierpnia 1919                         | Słoboda                 |                           | 1 pułk ułanów wielkopolskich                        | oddziały ACz                                 |
| 2–9 marca 1919                            | Słonim I                | kamp. 1919–1920           | D L-B; Miński pułk strzelców                        | Dywizja Zachodnia                            |
| 20–21 lipca 1920                          | Słonim II               |                           | Grupa płk. Kaliszaka                                | 10 DS                                        |
| 27–28 września 1920                       | Słonim III              |                           | 14 Dywizja Piechoty                                 | 17., 41. i 48 DS                             |
| 3–10 sierpnia 1919                        | Słuck I                 | kamp. 1919–1920           | Grupa Strzemińskiego i Grupa Boruszczaka            | 8 DS                                         |
| 11–17 października 1920                   | Słuck II                |                           | 11 Dywizja Piechoty                                 | 48 DS                                        |
| 9–12 sierpnia 1920                        | Sokal I                 |                           | 1 DP Leg.;3. i 7 pp; DOG Lwów; Gr. mjr. Łukowskiego | 24 DS                                        |
| 11–13 września1920                        | Sokal II                | Bitwa Wołyńsko-Podolska   | 3 A; 10 DP; 30 i 31 pp                              | 24 DS                                        |
| 27 sierpnia 1920(dts)                     | Sokołówka               |                           | I/51 pułku piechoty                                 | 2 BK z 8 DK                                  |
| 29 lipca 1920(dts)                        | Stanisławczyk           |                           | 2 A; DJ; 4 BJ; 8 p.uł. i 2 p.szw.                   | 11 DK                                        |
| 2 kwietnia 1920(dts)                      | Starynki-Czernice       | kamp. 1919–1920           | FW; 7 DP; 11 pułk piechoty                          | 44 DS                                        |
| 5 września 1920(dts)                      | Stepankowice            |                           | 15 pułk piechoty                                    | 7 DS i 1 AK                                  |
| 18 marca 1920(dts)                        | Stepanówka              | kamp. 1919–1920           | FW; 4 DP; I/18 pułku piechoty                       | 58 DS                                        |
| 15 września 1920(dts)                     | Stochód                 |                           | grupa zmotoryzowana 18 DP                           | 12 Armia                                     |
| 16–17 lutego 1920                         | Stodolicze              | kamp. 1919–1920           | 10 kompania 15 pułku piechoty                       | 422 ps                                       |
| 16–19 kwietnia 1919                       | Stołowicze              | kamp. 1919–1920           | DL-B; gr. płk. Boruszczaka i Ostrowskiego           | Zachodnia DS                                 |
| 3–4 czerwca 1920                          | Stołpiszcze             | of. Fr. Zach.             | pododdziały 14 DP                                   | oddziały ACz                                 |
| 11 kwietnia 1920(dts)                     | Strużka                 | kamp. 1919–1920           | (5)18 DP; 54 pułk piechoty                          | 60 DS                                        |
| 13 lipca 1920(dts)                        | Subodicze               | of. Fr. Płd-Zach.         | 6 A;18 DP; III/49 pp                                | 1 Armia Konna                                |
| 22 czerwca 1920(dts)                      | Sucha Wola              | of. Fr. Płd-Zach.         | 3 A; gr. Dęba-Biernackiego;1 pp Leg.                | 1 AK; 4 DK; 21 pk                            |
| 19 czerwca 1920(dts)                      | Suszki                  | of. Fr. Płd-Zach.         | 3 A; 6 DP; 12 pułk piechoty                         | 1 AK; 4 DK                                   |
| 9–22 kwietnia 1920                        | Szacilki                |                           | 14 Dywizja Piechoty                                 | 17 DS                                        |
| 9 sierpnia 1920(dts)                      | Szelków                 |                           | 46 pułk piechoty                                    | 15 Armia                                     |
| 8 maja 1920(dts)                          | Szubówka                | wyprawa kijowska          | DJ; 1 i 16 pułk ułanów                              | oddziały ACz                                 |
| 23–24 września 1920                       | Szydłowicze             |                           | 4 pułk piechoty Legionów                            | 11 DS i 56 BS                                |
| 19–26 lipca 1920                          | Szydłowce-Sidorów       | of. Fr. Płd-Zach.         | 6 A; 3 Żelazna DS                                   | 41 DS i 115 ps                               |
| 22 sierpnia 1920(dts)                     | Szydłów                 | Bitwa Warszawska          | 49 pp                                               | 3 KK Gaja                                    |
| 26 kwietnia 1920(dts)                     | Ślipczyce               | wyprawa kijowska I faza   | 3 A; 7 DP; 12 pułk ułanów                           | 98 pk                                        |
| 2 sierpnia 1920(dts)                      | Śniadowo                |                           | II/4 pułk pomorski                                  | 3 KK; 2/15 DK                                |
| styczeń 1920                              | Śnickie                 |                           | 22 pułk piechoty                                    | 416 ps                                       |
| 7–9 lipca 1920                            | Święciany II            | of. Fr. Zach.             | Białostocki i Słucki ps                             | 3 KK Gaja                                    |
| 13–14 maja 1919                           | Święciany I             | kamp. 1919–1920           | 2 DP Leg.; Gr. mjr. Dęba-Biernackiego               | Grupa Pugaczewskiego                         |
| 8 sierpnia 1920(dts)                      | Świniuchy               |                           | 3 A; 1 DP Leg. 1 i 6 pp Leg.                        | 72 BS                                        |
| 16 października 1920(dts)                 | Teplenica               |                           | 26 pułk piechoty                                    | oddziały ACz                                 |
| 1–2 sierpnia 1920                         | Toporów                 |                           | 6 A; 18 DP; XXXVI BP                                | 11 DK                                        |
| 4 czerwca 1920(dts)                       | Trebuchowo              | wyprawa kijowska II faz.  | 3 A; gr.płk Rybaka; 41 pułk piechoty                | 142 ps                                       |
| 2 września 1920(dts)                      | Trzeszczany             | ofensywa jesienna         | Grupa płk. Tessaro                                  | 1 AK                                         |
| sierpień 1919                             | Treszczyzna             | kamp. 1919–1920           | II batalion białostockiego ps                       | oddziały ACz                                 |
| 1 sierpnia 1920(dts)                      | Twarogi                 |                           | II Brygada Litewsko-Białoruska                      | 56 DS                                        |
| 2 września 1920(dts)                      | Tyszowce                |                           | 3A; XXVI BP; Brygada Kozacka Jakowlewa              | 44 DS                                        |
| 19 maja 1920(dts)                         | Ulesie                  |                           | II Brygada L-B i dwa baony 24 pp                    | 5 DS                                         |
| 12 czerwca 1920(dts)                      | Unoryca                 |                           | III/63 pułk piechoty                                | 505, 506 i 507 ps                            |
| 4–5 listopada 1919                        | Uszacz                  |                           | 33 pułk piechoty                                    |                                              |
| 13–16 sierpnia 1920                       | Warszawskie przedmoście | Bitwa Warszawska          |                                                     |                                              |
| 8 czerwca 1920(dts)                       | Wernyhorodek            |                           | 1 Dywizja Jazdy                                     | 6 i DK                                       |
| 8 lipca 1920(dts)                         | Widze-Nowa Derewnia     |                           | II/Słuckiego ps i 33 pp                             | 3 KK Gaja                                    |
| 16–26 sierpnia 1920                       | Wieprz                  | Bitwa Warszawska          | 3 A, 4 A                                            | 16 A, Grupa Mozyrska                         |
| 31 grudnia 1918(dts)–5 stycznia 1919(dts) | Wilno I                 | kamp. 1919–1920           | I Brygada, Legia Oficerska                          | 2 BS, 5 pułk wileński                        |
| 19–21 kwietnia 1919                       | Wilno II                | kamp. 1919–1920           | Grupa Beliny-Prażmowskiego Grupa Rydza-Śmigłego     | pododdziały ACz                              |
| 14 lipca 1920(dts)                        | Wilno III               |                           | 2 Dywizja Litewsko-Białoruska                       | 3 KK                                         |
| 13–26 sierpnia 1920                       | Wisła                   |                           |                                                     |                                              |
| 24 września 1920(dts)                     | Wiśniówka               | operacja niemeńska        | 18 pułk ułanów                                      | 27 DS                                        |
| 28 maja 1920(dts)                         | Witaszewo               | of. Fr. Płd-Zach.         | gr. „Wasylków” 5 pp Leg. i 9/ 1 pap                 | pułk ACz                                     |
| 14–18 sierpnia 1920                       | Wkra                    |                           | 5 Armia                                             | 15 Armia i części 3 i 4 Armii                |
| 13–19 sierpnia 1920                       | Włocławek               | Bitwa Warszawska          | Grupa płk. Gromczyńskiego                           | 15 DK, 157 BS                                |
| 26 sierpnia 1920(dts)                     | Włodawa                 |                           | 7 DP; 26 pp i oddział gen. Bulaka-Bałachowicza      | 117 BS i Grupa Dolota                        |
| 18–19 sierpnia 1920                       | Wojewódki               | Bitwa Warszawska          | 2 pspodh.                                           | 27 DS, 2 DS                                  |
| 17–21 maja 1920                           | Wojłowo                 |                           | 24 i 4 pułk piechoty Legionów                       | cztery pułki ACz                             |
| 17 marca 1920(dts)                        | Wołkowińce              | kamp. 1919–1920           | 5 DP;19 pułk piechoty                               | 45 DS                                        |
| 23–24 września 1920                       | Wołkowysk               | operacja niemeńska        | Grupa gen. Junga                                    | 15 i 16 Armia                                |
| 11–24 lipca 1920                          | Wołoczyska              |                           | 12 Dywizja Piechoty                                 | trzy dywizje ACz                             |
| 29–31 maja 1920                           | Wołodarka               | wyprawa kijowska          | Dywizja Jazdy gen. Karnickiego                      | 4 DK                                         |
| 28 lipca 1920(dts)                        | Wólka                   | of. Fr. Zach.             | 36 i 21 pułk piechoty                               | 4 i 11 DS                                    |
| 30–31 lipca 1920                          | Wólka Topilec           | of. Fr. Zach.             | 10 Dywizja Piechoty                                 | 54 DS                                        |
| 15 sierpnia 1920(dts)                     | Wólka Radzimińska       | Bitwa Warszawska          | XIX Brygada Piechoty                                | 82 BS                                        |
| 18 sierpnia 1920(dts)                     | Wyszków                 |                           | 31 pułk piechoty                                    | 57 ps                                        |
| 4–6 lipca 1920                            | Zadoroże                | of. Fr. Zach.             | 39 pp                                               | 4 DS                                         |
| 17 sierpnia 1920(dts)                     | Zadwórze                | of. Fr. Płd-Zach.         | batalion piechoty Detachement rtm. Abrahama         | 6 DK                                         |
| 7–20 lipca 1920                           | Zahorce                 | of. Fr. Płd-Zach.         | Grupa „Brody”, 18 DP                                | 11 DK, 45 DS                                 |
| 21–22 sierpnia 1920                       | Zambrów                 | Bitwa Warszawska          | 62 pułk piechoty                                    | 5 DS                                         |
| 18 sierpnia 1920(dts)                     | Zamienie                |                           | 58 pułk piechoty                                    | 16 Armia                                     |
| 29–31 sierpnia 1920                       | Zamość                  | of. Fr. Płd-Zach.         | 6 Siczowa DS (ukr.), 31 pp                          | 1 AK Budionnego                              |
| 5 sierpnia 1920(dts)                      | Zaręby Kościelne        |                           | 2 Brygada L-B                                       | 5 DS                                         |
| 13 czerwca 1920(dts)                      | Zarudje                 | of. Fr. Płd-Zach.         | FU; 6 DP; 65 pp                                     | Baszkirska BK                                |
| 23 września 1920(dts)                     | Zasław                  | Bitwa Lwowska             | 6 A; 8 DP; 1 Brygada Jazdy                          | 24, 47 DS i Baszk. BK                        |
| 20–25 lipca 1920                          | Zbaraż                  | of. Fr. Płd-Zach.         | 6 A; 13 DP; 50 pułk piechoty                        | 189 ps                                       |
| 22 sierpnia 1919(dts)                     | Ziabki (I)              | kampania 1919             | Front LB;1 DP Leg.                                  |                                              |
| 18 czerwca 1920(dts)                      | Ziabki (II)             |                           | 38 pułk piechoty                                    | 34 i 35 ps                                   |
| 18 września 1920(dts)                     | Zubkowicze              | Bitwa Wołyńsko-Podolska   | 3 A; 1 DJ; 7 BJ; 9 pułk ułanów                      | 25 DS                                        |
| 21 marca 1920(dts)                        | Zwiahel                 | kamp. 1919–1920           | FW; 13 DP; 26 pułk piechoty                         | 56.; 44., 45 DS                              |
| 14 września 1920(dts)                     | Żabin                   |                           | 58 pułk piechoty                                    | 165 BP                                       |
| 30 lipca 1920(dts)                        | Żabinka                 |                           | 63 pułk piechoty                                    | 10 Dywizja Strzelców                         |
| 26 sierpnia 1920(dts)                     | Żabinka                 | Bitwa Warszawska          | 7 pułk piechoty Legionów                            | 57 DS                                        |
| 8–10 września 1920                        | Żabinka                 | ofensywa jesienna         | 55 pułk piechoty                                    | 57 DS                                        |
| 19 sierpnia 1920(dts)                     | Żółtańce                |                           | 1 Dywizja Jazdy                                     | 6 DK, 4 i 14 DS                              |
| 22 sierpnia 1920(dts)                     | Żurominek               |                           | 9 Brygada Jazdy                                     | 53 DS                                        |
| 25–26 kwietnia 1920                       | Żytomierz I             | wyprawa kijowska          | 1 pp Leg., III/5 pp Leg.                            | 58 DS                                        |
| 8–11 czerwca 1920                         | Żytomierz II            | of. Fr. Płd-Zach.         | kompanie marszowe 26 i 27 pp                        | 4 i 11 DK                                    |